# 泊古墳
泊古墳（とまりこふん）は、三重県志摩市大王町畔名にある古墳。形状は前方後円墳。志摩市指定史跡に指定されている。

## 概要
泊古墳は志摩市大王町畔名の集落北方の、遠州灘に飛び出した岬の基部にある前方後円墳である。泊古墳から約200m離れた岬の先端部に、泊古墳よりやや大きい前方後円墳の鳶ヶ巣古墳（とびがすこふん）があり、志摩市内ではこの2つの古墳が最大規模となる。
1911年（明治44年）に土地所有者が畑にしようと開墾したときに古墳と判明し、翌1912年（明治45年）に宮内省の調査が行なわれた。この時は盗掘されていなかった鳶ヶ巣1号墳は、のちに盗掘された。
1994年（平成6年）8月発行の『大王町史』では泊古墳と鳶ヶ巣古墳を、志摩国司であった高橋氏の祖先の墓と推測しているが、一般には被葬者不詳とされる。

## 墳丘
泊古墳は全長32.4m、前方部は幅14m高さ3.7m、後円部は径18.8m高さ3.7m、前方部が北面し、主軸はほぼ南北方向である。後円部墳頂には横穴式石室と見られる5個の巨石の露出があり、石室の開口部が南面していると推測される。

## 出土品
1911-1912年（明治44-45年）の出土品は、銅鏡2面、瑪瑙（めのう）小玉、鉄槍と鉄刀が数本、くつわ鏡1枚、銀張り杏葉（ぎょうよう）1個・須恵器である。
銅鏡のうち1枚は、鏡の周りに鈴状の突起が5個付いた五鈴鏡と呼ばれるもので、東京国立博物館に所蔵された。

## 築造時期
当初は出土した須恵器より築造時期は6世紀末から7世紀初頭とされていたが、のちに阿児町（現在の志摩市阿児町）の少年が、泊古墳と鳶ヶ巣1号墳から埴輪を発見し、築造推定時期が変更された。埴輪の特徴より、両古墳ともに伊勢国で小型の前方後円墳が多数築造された5世紀後半から6世紀前半に築造されたと考えられるようになった。

## 参考資料
- 『日本の古代遺跡52 三重』（森浩一企画、伊藤久嗣編著、保育社、平成8年11月30日発行）
- 『日本古墳大辞典』（大塚初重ほか編、東京堂出版、平成4年5月31日）
- 『大王町史』（編集：大王町史編さん委員会、発行：大王町、平成6年8月1日）